# 薩爾達尼亞 (托利馬省)
薩爾達尼亞是哥倫比亞的城鎮，位於該國中西部，由托利馬省負責管轄，距離首府伊瓦格75公里，始建於1969年11月18日，面積214平方公里，海拔高度305米，2005年人口14,732。
3°56′05″N 75°01′13″W / 3.93472°N 75.0203°W